# Meconopsis robusta
Meconopsis robusta är en vallmoväxtart som beskrevs av Joseph Dalton Hooker och Thoms.. Meconopsis robusta ingår i släktet bergvallmor, och familjen vallmoväxter. Inga underarter finns listade i Catalogue of Life.